# Kejsarvalsen
Kejsarvalsen (engelska: The Emperor Waltz) är en amerikansk musikalfilm från 1948 i regi av Billy Wilder. I huvudrollerna ses Bing Crosby och Joan Fontaine. Filmen handlar om en fräck amerikansk grammofonförsäljare i Österrike vid 1900-talets början, denne försöker övertyga kejsare Frans Josef om att köpa en grammofon, så att produkten får favör hos det österrikiska folket. Kejsarvalsen är inspirerad av en verklig händelse involverande Frans Josef I av Österrike. Filmen nominerades till tre Oscars.

## Rollista i urval
- Bing Crosby – Virgil Smith
- Joan Fontaine – grevinnan Johanna Augusta Franziska
- Roland Culver – baron Holenia, Johannas far
- Lucile Watson – prinsessan Bitotska
- Richard Haydn – kejsare Frans Josef
- Sig Ruman – doktor Zwieback
- Harold Vermilyea – kammarherren
- Julia Dean – ärkehertiginnan Stephanie
- Bert Prival – chaufför
- Alma Macrorie – värdshusägarinnan
- Roberta Jonay – kammarjungfru
- John Goldsworthy – Obersthofmeister
- Cyril Delevanti – diplomat
- Frank Mayo – politiker